# Desmond Tutu
Desmond Mpilo Tutu (Klerksdorp, 1931. október 7. – Fokváros, 2021. december 26.) Nobel-békedíjas dél-afrikai anglikán egyházi vezető, emberi jogi aktivista. 1986 és 1996 között Fokváros érseke. Az 1980-as évektől vált világszerte híressé az apartheid-rendszer elleni kiállásáért, amiért 1984-ben megkapta a Nobel-békedíjat. A rendszer felbomlása után vezetője az Igazság és Megbékélés Tanácsnak, amely az apartheid időszakában elkövetett jogsértések feltárását tűzte ki célul. Az 1990-es évektől felszólalt többek között a szegénység, az AIDS, a rasszizmus, a szexizmus és a homofóbia ellen, valamint aktív nemzetközi közéleti szerepet él. 2007 és 2013 között a több egykori állami vezetőt tömörítő The Elders alapítója és vezetője.

## Életpályája
Gyerekkorát szülőfalujában töltötte, majd tizenkét éves korában Johannesburgba költözött a családjával. Iskolái elvégzése után a bantu főiskolára járt, ahol tanári diplomát szerzett. Kezdetben Johannesburgban, majd Krugersdorpban dolgozott tanárként. 1957-ben a dél-afrikai kormány által faji megkülönböztetést alkalmazó oktatási törvények hatására lemondott állásáról és egyházi pályára lépett. Kezdetben anglikán segédlelkész volt, majd 1961-ben lelkésszé szentelték. 1962-ben Londonba utazott, ahol anglikán teológiát hallgatott, 1966-ban szerezte meg diplomáját. Angliai tartózkodása idején több anglikán templom lelkésze volt.
1967-ben visszatért a Dél-afrikai Köztársaságba, Ciskeibe, ahol a teológiai szeminárium előadója lett. 1970-től a Lesothói Nemzeti Egyetemen tanított, majd 1972-ben a Kent grófságban fekvő Bromleyban az Egyházak Ökumenikus Tanács Teológiai Alapjának társigazgatója lett. 1975-ben Johannesburg főesperese lett, emellett a St. Mary székesegyház főlelkészeként is szolgált, majd 1977-től egy évig Lesotho püspöke volt. 1978-ban a Dél-afrikai Egyházak Tanácsának főtitkárává választották, majd 1984 és 1986 között Johannesburg püspökeként szolgált. 1986-ban Fokváros érseke és evvel együtt a dél-afrikai provinciális egyház metropolitája is lett. Eközben 1987-től tíz évig az Afrikai Egyházak Konferenciájának elnöke lett, ezzel Dél-Afrika egyik legbefolyásosabb egyházi vezetőjévé vált és 1988-ban a Nyugat-fokföldi Egyetem elnökévé nevezték ki. 1995-ben vált meg érseki székétől.
Miután politikai okok miatt hagyta ott a tanári hivatást, aktív politikai szereplővé vált. Az 1970-es évektől előadásokat tartott és szervezett, amelyben a fekete lakosság helyzetét mutatta be. Bár több levelet küldött az állam vezetőinek, azok megválaszolatlanok maradtak. Amikor első komolyabb egyházi pozícióit megszerezte, kihasználva külföldi útjait igyekezett a nemzetközi közvélemény figyelmét a dél-afrikai belpolitikai helyzetre terelni. Az 1984-ben neki ítélt Nobel-békedíj után a dél-afrikai politikai vezetés sem hagyhatta figyelmen kívül Tutut, aki egyre inkább a feketék egyik szimbolikus figurájává nőtte ki magát és a fehér vezetés is elfogadta tárgyalópartnernek. Fő célját, az apartheid vér nélküli befejezését sikerült elérnie. 1995-ben az amnesztiatörvény által az apartheid alatt történt jogsértések teljeskörű felderítésére és dokumentálására létrehozott Igazság és Megbékélés Bizottság (Truth and Reconciliation Commission, (TRC)) elnöke lett.
2021. december 26-án, 90 évesen, prosztatarákban hunyt el.

## Díjai, elismerései
- Prix d’Athene (1980)
- Nobel-békedíj (1984)
- Pacem in Terris Award (1987)
- a Francia Becsületrend főtisztje (1998)
- Planetary Consciousness Prize (1998)
- a Német Szövetségi Köztársaság Érdemrend nagykeresztje (1999)
- Sydney-békedíj (1999)
- a Cambridge-i Egyetem díszdoktora (1999)
- Interfaith Award (2003)18
- Gandhi-békedíj (2005)
- Light of Truth Award (2006)
- Marion Dönhoff-díj (2007)
- J. William Fulbright Prize for International Understanding (2008)
- a Bécsi Egyetem díszdoktora (2009)
- Presidential Medal of Freedom (2009)
- Kommandeur des Ordens von Oranien-Nassau (2012)
- Templeton-díj (2013)

## Főbb publikációi
- Crying in the Wilderness, Eerdmans, 1982. ISBN 978-0-8028-0270-5
- Hope and Suffering: Sermons and Speeches, Skotaville, 1983. ISBN 978-0-620-06776-8
- The Words of Desmond Tutu, Newmarket, 1989. ISBN 978-1-55704-719-9
- The Rainbow People of God: The Making of a Peaceful Revolution, Doubleday, 1994. ISBN 978-0-385-47546-4
- Worshipping Church in Africa, Duke University Press, 1995. ASIN B000K5WB02
- The Essential Desmond Tutu, David Phillips Publishers, 1997. ISBN 978-0-86486-346-1
- No Future without Forgiveness, Doubleday, 1999. ISBN 978-0-385-49689-6
- An African Prayerbook, Doubleday, 2000. ISBN 978-0-385-47730-7
- God Has a Dream: A Vision of Hope for Our Time, Doubleday, 2004. ISBN 978-0-385-47784-0

## Magyarul megjelent művei
- Susan Tyler Hitchcock: A vallások földrajza, avagy Hol lakik az Isten és merre járnak a zarándokok; közrem. John L. Esposito, fotó James P. Blair, Martin Gray, előszó Desmond Tutu, Mpho A. Tutu, utószó a dalai láma, ford. Pásztor Péter; Geographia, Bp., 2008
- Desmond M. Tutu–Mpho A. Tutu: A megbocsájtás könyve. Négyállomásos ösvény önmagunk és a világ meggyógyításához; szerk. Douglas C. Abrams, ford. Rézműves László; Casparus, Bp., 2014
- Douglas Abrams: Az öröm könyve. Őszentsége, a Dalai Láma és az emberjogi aktivista, Desmond Tutu érsek beszélgetése; ford. Illés Róbert; Helikon, Bp., 2016